# Hansol Korea Open 2008
L'Hansol Korea Open 2008 è stato un torneo di tennis giocato sul cemento.
È stata la 5ª edizione del Hansol Korea Open, che fa parte della categoria Tier IV nell'ambito del WTA Tour 2008.
Si è giocato al Seoul Olympic Park Tennis Center di Seul in Corea del Sud, dal 22 settembre al 28 settembre 2008.

## Campionesse

### Singolare
Marija Kirilenko ha battuto in finale  Samantha Stosur con il punteggio di 2–6, 6–1, 6–4

### Doppio
Chia-jung Chuang /  Su-wei Hsieh hanno battuto in finale  Vera Duševina /  Marija Kirilenko con il punteggio di 6–3, 6–0